# Estação Bolívar
A Estação Bolívar é uma das estações da Linha E do Metro de Buenos Aires, situada em Buenos Aires, entre as estações Correo Central e Belgrano. Faz integração com a Linha A através da Estação Perú e com a Linha D através da Estação Catedral.
Foi inaugurada em 24 de abril de 1966, e até 2019 serviu como estação terminal da linha. Localiza-se no cruzamento da Avenida Presidente Julio A. Roca com a Avenida Hipólito Yrigoyen. Atende o bairro de Monserrat.